# Alfred-Marie Liénard
Alfred-Marie Liénard (2. dubna 1869 – 29. dubna 1958), byl francouzský fyzik a inženýr. Nejvíce znám je díky vynálezu Liénardových–Wiechertových potenciálů.
V letech 1887-1889 byl studentem na École Polytechnique a v letech 1889-1892 na École des mines de Paris. Následně pracoval tři roky jako důlní inženýr ve Valencii, Marseille, a Angers. Mezi roky 1895 a 1908 byl profesorem na École des Mines de Saint-Etienne a v letech 1908-1911 zastával post profesora elektrického inženýrství na École des Mines de Paris. V první světové válce sloužil ve francouzské armádě.
Liénard pracoval v oblasti elektřiny, magnetismu a mechaniky. V roce 1898 (dva roky po Emilu Wiechertovi), odvodil to, co se nyní nazývá Liénardovy–Wiechertovy potenciály. Zkoumal také problémy související s pružností a pevností materiálů, a napsal pojednání o termodynamice a hydrodynamice.
Spolu s M. H. Chipartem vyvinul Liénardovo–Chipartovo kritérium pro určení stability spojitého systému rovnic.
Liénard byl držitele Řádu čestné legie. Byl také vice-prezidentem Société Française des Électriciens a prezidentem Société Mathématique de France.